# 貝列克索二世
貝列克索二世（Belecthor II），是英國作家約翰·羅納德·魯埃爾·托爾金（J.R.R. Tolkien）的史詩式奇幻說《魔戒三部曲》中的虛構人物。
他是剛鐸（Gondor）的宰相和第二十一任攝政王（Ruling Steward）。

## 名字
貝列克索（Belecthor）一名來自辛達語，與其中一位剛鐸攝政王同名，意思是「雄偉的鷹」Mighty eagle。

## 總覽
貝列克索是剛鐸的登丹人（Dunedain）。他屬於胡林家族（House of Hurin），父親是剛鐸宰相及第二十任攝政王貝瑞貢（Beregond）。他是獨子，沒有任何兄弟姊妹。他的兒子是索龍德（Thorondir）。
他是第二十一任剛鐸攝政王，兼任剛鐸的宰相（Steward）。在他任內剛鐸處於和平時期，沒有發生大事，他也沒有立下甚麼引人注目的功績。
他生於第三紀元2752年，死於2872年，享年120歲，是法拉墨（Faramir）以前最後一位能活過一百歲的攝政王。另外，在《魔戒三部曲》的附錄二編年史錯誤記錄了貝列克索的死是發生於2852年，正確的年份該是2872年。

## 生平
貝列克索生於第三紀元2752年，大概是在米那斯提力斯（Minas Tirith）。2811年，他的父親貝瑞貢去世，由貝列克索繼位。
第三紀元2872年，貝列克索去世，結束61年的統治，同時剛鐸聖白樹（White Tree of Gondor）也枯死了，由他的兒子索龍德繼位。

## 資料來源
1. 1 2 3 4  《中土世界的歷史》 Vol.12《中土世界的民族》 "The Heirs of Elendil"
2. ↑  .   [2011-11-13]. （原始内容存档于2011-10-16）.
3. 1 2 3 4  《魔戒三部曲》 2001年 聯經初版翻譯 附錄一帝王本紀及年表
4. ↑  《魔戒三部曲》 2001年 聯經初版翻譯 附錄二編年史

| 前任： 貝瑞貢 | 剛鐸宰相及攝政王 | 繼任： 索龍德 |